# 에티온아미드
에티온아미드(Ethionamide)는 결핵 치료에 사용되는 항생제이다. 특히 다른 항결핵제와 함께 활성 다제내성 결핵 치료에 사용된다. 더 이상 나병 치료에 권장되지 않는다. 경구 투여한다.
에티온아미드는 부작용 발생률이 높다. 흔한 부작용으로는 메스꺼움, 설사, 복통, 식욕 부진 등이 있다. 심각한 부작용으로는 간염과 우울증이 포함될 수 있다. 중대한 간 질환이 있는 사람에게는 사용하면 안 된다. 안전성이 불확실하므로 임신 중 사용은 권장되지 않는다. 에티온아미드는 치오아미드 계열 약물이다. 미콜산 사용을 방해하는 것으로 알려져 있다.
에티온아미드는 1956년에 발견되었고 1965년에 미국에서 의료용으로 승인되었다. 세계보건기구 필수 의약품 목록에 포함되어 있다.

## 의학적 용도
에티온아미드는 활동성 결핵의 2차 치료법의 일부로 다른 항결핵제와 함께 사용된다.
에티온아미드는 음식 유무에 관계없이 경구로 잘 흡수되지만, 내약성을 개선하기 위해 음식과 함께 투여되는 경우가 많다. 혈액뇌장벽을 통과하여 뇌척수액에서 혈장과 동등한 농도에 도달한다.
에티온아미드의 항균 스펙트럼에는 결핵균, M. bovis 및 M. smegmatis가 포함된다. 드물게 나균 및 비결핵성 마이코박테리아인 M. avium 및 M. kansasii 감염에 대해서도 사용된다. 이소니아지드와 유사한 방식으로 작용하지만, 둘 다 프로드러그이고 다른 경로로 활성화되기 때문에 교차 내성은 13%의 균주에서만 나타난다. 약물 활성화에 필요한 ethA 또는 ethA를 억제하기 위해 과발현될 수 있는 ethR의 돌연변이로 인해 내성이 발생할 수 있다. inhA 또는 inhA 촉진자의 돌연변이는 결합 부위를 변경하거나 과발현을 통해 내성을 유발할 수도 있다.
FDA는 동물 연구에서 선천적 기형을 유발했기 때문에 임신 분류 C로 분류했다. 에티온아미드가 모유로 분비되는지는 알려지지 않았다.

## 부작용
에티온아미드는 종종 메스꺼움과 구토를 동반한 위장 장애를 유발하여 환자가 복용을 중단하게 할 수 있다. 이는 때때로 음식과 함께 복용하면 개선될 수 있다.
에티온아미드는 간세포 독성을 유발할 수 있으며 심각한 간 질환 환자에게는 금기이다. 에티온아미드를 복용하는 환자는 정기적으로 간기능 검사를 받아야 한다. 간 독성은 최대 5%의 환자에서 발생하며 이소니아지드와 유사한 패턴을 따른다. 보통 치료 시작 후 1~3개월 이내에 발생하지만 6개월 이상 치료 후에도 발생할 수 있다. 간기능 검사 이상 패턴은 종종 ALT 및 AST 상승이다.
정신 장애 및 뇌증과 같은 중추 신경계 부작용과 말초신경병증이 모두 보고되었다. 에티온아미드와 함께 피리독신을 투여하면 이러한 효과를 줄일 수 있으며 권장된다.
에티온아미드는 갑상선 호르몬 합성을 억제하는 데 사용되는 메티마졸과 구조적으로 유사하며 여러 결핵 환자에서 갑상샘저하증과 관련이 있다. 에티온아미드를 복용하는 동안 정기적으로 갑상선 기능 검사를 받는 것이 권장된다.

### 상호작용
에티온아미드는 동시에 복용하는 다른 항결핵제의 부작용을 악화시킬 수 있다. 함께 복용하면 이소니아지드의 수치를 높여 말초신경병증 및 간독성 발생률을 높일 수 있다. 사이클로세린과 함께 복용하면 간질 발작이 보고되었다. 리팜피신과 함께 복용하면 높은 간독성 발생률이 보고되었다. 이 약의 라벨에는 과도한 알코올 섭취는 정신병적 반응을 유발할 수 있으므로 주의하라고 명시되어 있다.

## 작용 메커니즘
에티온아미드는 결핵균의 모노옥시게나제 효소 ethA에 의해 활성화되는 프로드러그이며, 이후 NAD+와 결합하여 이소니아지드와 동일한 방식으로 InhA를 억제하는 부가생성물을 형성한다. 작용 메커니즘은 미콜산 파괴를 통한 것으로 생각된다.
ethA 유전자의 발현은 전사 억제자인 ethR에 의해 조절된다. ethA 발현을 개선하면 에티온아미드의 효능이 증가할 것으로 생각되며, 이는 약물 개발자들이 EthR 억제제를 병용 약물로 관심을 갖게 한다.

## 다른 이름
- 1314[19]
- 2-ethylisothionicotinamide
- amidazine
- thioamide
- iridocin

이 약은 2009년에 화이자가 인수한 와이어스 파마슈티컬스에서 Trecator라는 브랜드 이름으로 판매된다.